# Velleda callizona
Velleda callizona là một loài bọ cánh cứng trong họ Cerambycidae.